# Сипрат
Сипрат (тайск. ศรี ปราชญ์ ) — тайский поэт XVII века.

## Биография
Предполагают, что Сипрат был сыном тайского писателя Пхра Хоратибоди; во всяком случае, образование свое он получил под руководством этого эрудита. Король Нарай благоволил ему, поэта ожидали слава и богатство. Тем не менее независимый характер и острые эпиграммы Сипрата создали ему многочисленных врагов среди придворных, его талант вызывал зависть даже принцев. Сипрат старался, чтобы последнее слово в беседах и состязаниях оставалось за ним. Король любил слушать стихи и с удовольствием участвовал в поэтических соревнованиях вместе с королевой и наложницами. Однажды Сипрат ответил колкостью на эпиграмму любимой наложницы короля, и разгневанный правитель приказал сослать поэта в отдаленную южную провинцию Накхонситхаммарат. Находясь в ссылке, Сипрат стал преподавателем словесности в доме правителя провинции. Столичный поэт имел успех у женщин, и ревнивый правитель приказал казнить поэта без суда. Разгневанный король Нарай, узнав об этом, велел лишить жизни самого правителя.

## Творчество
От поэтического наследства Сипрата сохранились лишь два крупных произведения — «Анирут» и «Камсуан» («Печаль»).
«Анирут» — поэма, написанная в стихотворном жанре чан. Главные герои поэмы принц Анирут (воплощение Индры) и принцесса Утса, дочь короля великанов Пана, с которым Анирут борется на протяжении всей поэмы.
Шедевром Сипрата признается поэма «Камсуан», написанная в жанре нират. Это произведение навеяно, по-видимому, драматическими событиями из жизни самого поэта. Сипрат описывает в нём свою дорогу в ссылку, вспоминает красоту Аютии, скорбит о превратностях судьбы и тоскует по возлюбленной, оставшейся в столице. Вся поэма в целом представляет собой исполненное горечи послание, обращенное к любимой. Поэма «Камсуан» оказала большое влияние на более поздние поэтические произведения и до сих пор изучается в школах и известна любому образованному таиландцу.
Кроме этих двух крупных произведений сохранились созданные экспромтом отдельные четверостишия, эпиграммы и пленги Сипрата.